# Lajedão
Lajedão là một đô thị thuộc bang Bahia, Brasil. Đô thị này có diện tích 613,907 km², dân số năm 2007 là 2575 người, mật độ 4,19 người/km².